# Segunda Meseta de Paraná

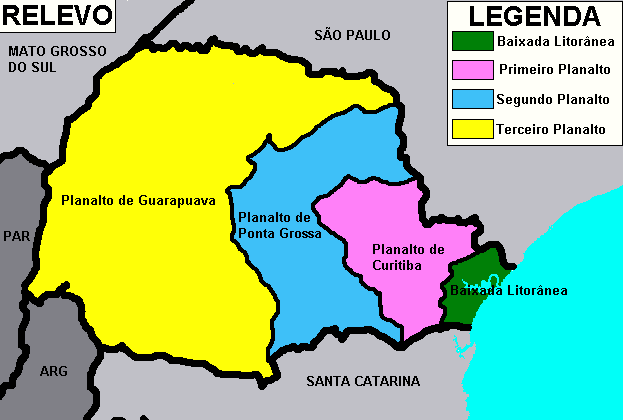
Segunda Meseta de Paraná (en celeste).

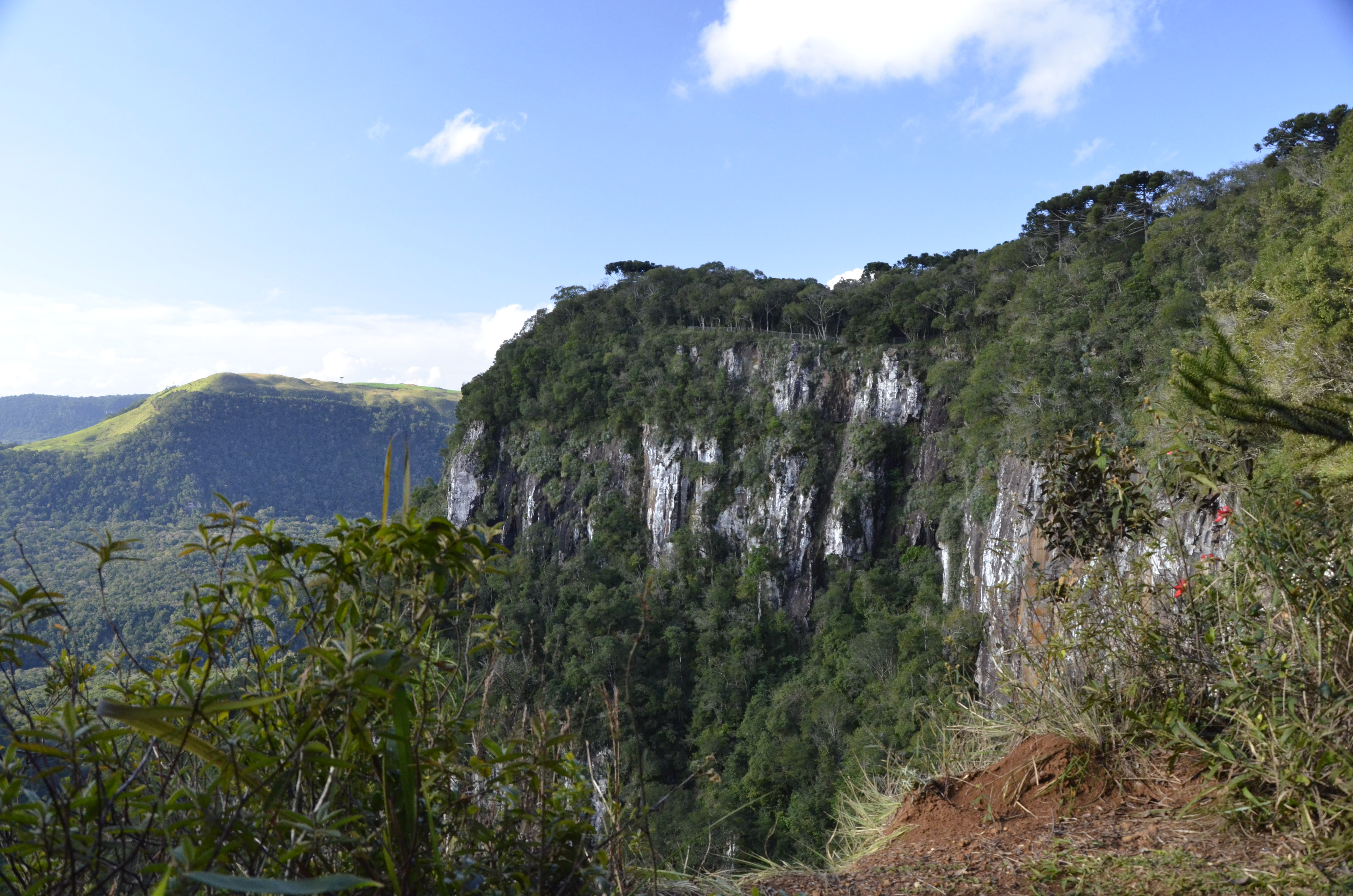
Vista parcial de la Serra da Esperança en Prudentópolis.

La Segunda Meseta de Paraná (también conocida como Meseta de Ponta Grossa o Segunda Meseta Paranaense) es una depresión geográfica ubicada dentro de la Meseta Meridional, en el estado de Paraná, Brasil.
Es una meseta de la era paleozoica. Limita al este con un escarpe, la Serrinha, que desciende hacia una meseta cristalina y al oeste con la cuesta de la Sierra da Esperança, que se eleva hacia el basáltico. La meseta paleozoica está topográficamente inclinada hacia el oeste: en el extremo este alcanza los 1200 metros de altitud y, en la ladera de la Sierra Geral, al occidente, registra apenas 500 metros sobre el nivel del mar. Forma un cinturón de tierras de más de 100 km de longitud y dibuja una inmensa media luna cóncava orientada hacia el este.
Algunos llaman a esta región como "Meseta dos Campos Gerais”, sin embargo, tal expresión también es usada para referirse a otra parte de la Meseta Meridional más al sur, ubicada entre el sudeste de Santa Catarina y la Sierra Gaúcha en el estado de Rio Grande do Sul.